# Brianola reichi
Brianola reichi är en kräftdjursart som först beskrevs av Por.  Brianola reichi ingår i släktet Brianola och familjen Canuellidae. Inga underarter finns listade i Catalogue of Life.